# Mecodina analis
Mecodina analis är en fjärilsart som beskrevs av Swinhoe 1890. Mecodina analis ingår i släktet Mecodina och familjen nattflyn. Inga underarter finns listade i Catalogue of Life.